# Hucbald
Hucbald (ca. 840 – 930) var en benediktinermunk fra klosteret St Amand sur l’Elnon i Flandern.
Han antages i almindelighed
som forfatter af den i Gerberts Scriptores I
optagne afhandling De harmonica institutione, Musica enchiriadis,
hvori for første gang omtales de
første rå forsøg på flerstemmighed i
musikken, nemlig en fortsat række kvint- eller
kvart-eller oktavparalleller.
Der er ganske vist rejst
tvivl, om Hucbald i virkeligheden er forfatter af denne
afhandling (se Hans Muller: Hucbalds echte und unechté Schriften (1884), men denne tvivl er blevet imødegået af Hugo Riemann (Geschichte der Musiktheorie, 1898),
og i hvert fald går endnu den nævnte primitive middelalderlige
flerstemmighed under navn af "det Hucbaldske Organum", ligesom også den mærkelige, men
upraktiske såkaldte "Dasia-nodeskrift" i almindelighed tillægges Hucbald.
I hvert fald har Hucbald været en lærd klosterbroder i
forskellige videnskaber, og det gælder også for musikken.
Hans skrift De harmonica institutione
betegner på et enkelt
punkt et vigtigt fremskridt i nodeskriftens
udvikling, idet det foruden det da brugte
system, "neumerne", tillige anvender et
gennemført liniesystem, hvor
mellemrummene benyttes som lige så mange tonetrin,
på hvilke selve teksten nedskrives, medens
heltone og halvtone er betegnede henholdsvis
med t (tonus) og s (semitonus). Hucbald skal selv
have givet sig af med at komponere og
optrådte tillige som digter.
Se også
- Organum – Fauxbourdon ("falsk bas")